# توماس ديفيس
توماس ديفيس (بالإنجليزية: Thomas Rhys Davids)‏ (و. 1843 – 1922 م) هو مستشرق، وفقيه لغوي، من المملكة المتحدة، ولد في كولشيستر، كان عضوًا في الأكاديمية البريطانية، توفي عن عمر يناهز 79 عاماً.

## مناصب وهيئات
أدار كلية لندن الجامعية.